# Федоров Олег Васильович
Оле́г Васи́льович Фе́доров — сержант Збройних сил України, учасник російсько-української війни, що відзначився у ході російського вторгнення в Україну. Герой України (2024) .

## Життєпис
У складі бронегрупи брав участь у боях на Херсонщині. Завдяки злагодженим діям вибито окупантів із села Садки. У листопаді 2022 року бойова машина під командуванням Олега зайняла рубіж на березі Дніпра біля селища Козацького, відрізавши противнику шляхи безпечного відходу.

## Нагороди
- Звання Герой України з врученням ордена «Золота Зірка» (24 лютого 2024) — за особисту мужність і героїзм, виявлені у захисті державного суверенітету та територіальної цілісності України, самовіддане служіння Українському народові[2].